# Stockbridge
Stockbridge  (Westenhuck, Housatonic), indijansko pleme porodice Algonquian nekada naseljeno u dolini rijeke Housatonic, u Massachusettsu, na jugu okruga Berkshire. U ranom sedamnaestom stoljeću bili su dio konfederacije Mahican. Njihovo glavno naselje Westenhuck dugo vremena bilo glavni 'grad'  Mahicana. 'Vatra vijeća' ('Council Fire') Mahicana dotada se nalazila u Schodacu, na otoku blizu Albanyja. 
Napadi Mohawk-Irokeza, njihovih najbližih susjeda na zapadu, natjerali su Mahicane 1664. da svoje sjedište presele u Westenhuck. Godine 1734. John Sergeant započinje među ovim Indijancima misionarski rad. Dvije godine kasnije (1736.) Mahicani iz doline Housatonica okupljeni su u misiji Stockbridge gdje počinju nositi ime Stockbridge Indians. U 'Francuskom i Indijanskom ratu' 1754. teško su stradali, preostalo ih je oko 200. 
Oni su jedina grupa Mahicana koja je uspjela sačuvati svoj identitet. Godine 1785. veliki dio ih odlazi pod irokešku zaštitu u New York, na Oneida Creek, u okruge Madison i Oneida. Pod zaštitom Oneida njihov se broj 1796. popeo na 300. Ovdje su osnovali New Stockbridge. Pleme je 1833. preseljeno na rezervat na Green Bayu u Wisconsinu gdje su im se priključili i Munsee. Većina 1850. odlazi na drugi rezervat u okrug Shawano, također u Wisconsinu, gdje žive i danas kao Stockbridge-Munsee Band of Mahican Indians; (2,200; 1990 godine). 
Danas pleme zastupa plemensko vijeće koji broji 7 članova (Predsjednik 'Chairperson'; blagajnik 'treasurer'; pod-predsjednik 'vice-chair' i 4 člana vijeća.

## Vanjske poveznice
- Stockbridge Indian Tribe History
- The Mohicans ... Children of the Delaware
- Brief History of the Stockbridge Mohican tribe